# Microserica quadrimaculata
Microserica quadrimaculata är en skalbaggsart som beskrevs av Brenske 1894. Microserica quadrimaculata ingår i släktet Microserica och familjen Melolonthidae. Inga underarter finns listade i Catalogue of Life.